# NGC 2411
NGC 2411 је елиптична галаксија у сазвежђу Близанци која се налази на NGC листи објеката дубоког неба.
Деклинација објекта је + 18° 16' 55" а ректасцензија 7h 34m 36,4s. Привидна величина (магнитуда) објекта NGC 2411 износи 13,6 а фотографска магнитуда 14,6. NGC 2411 је још познат и под ознакама UGC 3914, MCG 3-20-5, CGCG 87-13, PGC 21315.